# Dumarao
Dumarao est une municipalité de la province de Cápiz, aux Philippines. En 2015, la localité compte 46 157 habitants.